# Березовский район (Одесская область)
Березо́вский райо́н (укр. Березівський район) — административная единица на востоке Одесской области Украины. Административный центр — город Березовка.
В рамках административно-территориальной реформы Постановлением Верховной Рады от 17 июля 2020 года район был укрупнён, в его состав вошли территории Андреево-Ивановской сельской, Березовской городской, Большебуялыкской сельской, Знаменской сельской, Ивановской поселковой, Коноплянской сельской, Курисовской сельской, Николаевской поселковой, Новокальчевской сельской, Петроверовской сельской, Рауховской поселковой, Розквитовской сельской, Старомаяковской сельской, Стрюковской сельской, Балзербургской сельской, Чегодаровской сельской, Ширяевской поселковой территориальных общин.

## География
Березовский район расположен в восточной части Одесской области, и занимает площадь 163,7 тыс. га, в том числе сельскохозяйственные угодья — 136,4 тыс. га, из них пашни — 108,8 тыс.га.
Район граничит на севере — с Николаевским, на северо-западе — с Ширяевским, на юго-западе — с Ивановским, на юге — с Коминтерновским районами Одесской области, на востоке — с Николаевской областью.
Район расположен в пределах Причерноморской низменности, которая представляет собой слабо наклоненную на юг равнину, которая включает в себя бассейны рек Тилигул, Царга и Балаучук. Территория района относится к зоне южных степей. Климат умеренно континентальный. Средняя многолетняя норма осадков — 382 мм в год.
На востоке район граничит с Тилигульским лиманом. На территории района располагается часть Тилигульского регионального ландшафтного парка.

## История
На берегах реки Тилигул в середине І тысячелетия до н. э. были расположены древнегреческие и скифские поселения, которые просуществовали до VI века н. э.
В 1860—1880-х годах благодаря общинам верующих, образовавшихся сначала в селе Основа (пресвитер М. Т. Ратушный), затем в селах Игнатовка и Ряснополье, а далее и в других окрестных населенных пунктах, территория района стала одним из главных центров штундизма Российской империи.
Березовский район был основан в 1923 году.
21 января 1959 года к Березовскому району была присоединена часть территории упразднённого Жовтневого района.
Постановлением Верховной Рады от 17 июля 2020 года в результате административно-территориальной реформы район был укрупнён, в его состав вошли территории:
- Березовского района (Березовская городская, Рауховская поселковая, Андреево-Ивановская, Новокальчевская, Розквитовская сельские территориальные общины);
- Николаевского района (Николаевская поселковая, Стрюковская сельская территориальные общины);
- Ивановского района (Ивановская поселковая, Большебуялыкская, Знаменская, Коноплянская сельские территориальные общины);
- Ширяевского района (Ширяевская поселковая, Петроверовская, Старомаяковская, Чегодаровская сельские территориальные общины),
 кроме Сахановского сельского совета, вошедшего в Цебриковскую сельскую территориальную общину укрупнённого Раздельнянского района и Александровского сельского совета, вошедшего в Долинскую сельскую территориальную общину Подольского района;
- Лиманского района, частично (Курисовская сельская территориальная община).

## Население
Численность населения района в укрупнённых границах — 109,4 тыс. человек на момент расширения, 106 490 человек на 1 января 2021 года.
Численность населения района в границах до 17 июля 2020 года по состоянию на 1 января 2020 года — 32 760 человек, из них городского населения — 12 247 человек, сельского — 20 513 человек.

## Административное устройство
Район в укрупнённых границах с 17 июля 2020 года делится на 16 территориальных общин (громад), в том числе 1 городскую, 4 поселковые и 11 сельских общин (в скобках — их административные центры):
- Городские:
  - Березовская городская община (город Березовка);
- Поселковые:
  - Ивановская поселковая община (пгт Ивановка),
  - Николаевская поселковая община (пгт Николаевка),
  - Рауховская поселковая община (пгт Рауховка),
  - Ширяевская поселковая община (пгт Ширяево);
- Сельские:
  - Андреево-Ивановская сельская община (село Андреево-Ивановка),
  - Большебуялыкская сельская община (село Большой Буялык),
  - Знаменская сельская община (село Знаменка),
  - Коноплянская сельская община (село Конопляное),
  - Курисовская сельская община (село Курисово),
  - Новокальчевская сельская община (село Новокальчево),
  - Петроверовская сельская община (село Петроверовка),
  - Розквитовская сельская община (село Розквит),
  - Старомаяковская сельская община (село Старые Маяки),
  - Стрюковская сельская община (село Стрюково),
  - Чегодаровская сельская община (село Чегодаровка).

До июля 2020 года район включал 20 местных советов (рад):
- 1 городской совет,
- 1 поселковый совет,
- 18 сельских советов.

До 17 июля 2020 года район включал следующее число населённых пунктов:
- городов — 1
- поселков городского типа — 1
- сёл — 63

## Транспорт
По территории района проходит железнодорожная ветка.

## Известные люди
- Ведута, Павел Филиппович — дважды Герой Социалистического Труда.
- Посмитный, Макар Анисимович — дважды Герой Социалистического Труда.
- Ратушный, Михаил Тимофеевич (1830—1915) — миссионер, пресвитер, узник совести, один из пионеров штундизма.
- Хомко, Пётр Арсентьевич — Герой Социалистического Труда, первый секретарь районного комитета КПСС (1950—1962)